# 2035去台湾
2035去台湾，也因其第一句歌詞被稱為坐上那動車去台灣或坐上動車去台灣，是2021年中华人民共和国歌手孟煦东、龐惠晨演唱的单曲，收錄於同名專輯當中，于2021年9月18日发行。歌曲發佈后在微博、TikTok、YouTube各大平台爆火，11月6日一度登上微博熱搜榜。

## 政府機構反應
2021年11月初，歌曲在各社交平台出現很多不同等形式的改編和轉發，8日中華民國立法院內政委員會舉行第13次全體委員會報告預算與業務狀況，多名立委提及2035去台湾，立委王美惠質詢陸委會主委邱太三時情緒激動，直言因為歌曲火紅，「人家要做動力火車來台灣了」，邱太三尷尬笑稱還沒聽過這首歌，回頭會好好研究。
2021年11月10日，中共中央台湾工作办公室举行例行记者会，东森新闻云记者稱2035去台湾讓台灣民衆感到焦慮，並詢問中共中央台辦對歌曲的看法，发言人朱凤莲表示，这反映了两岸民众对实现京台高铁从福建到台北的远景规划的美好愿望（但未提到2035是否為底線），與網絡歌曲坐上高铁去台北有異曲同工之處，相信这个愿望一定会实现。

## 其他輿論意見
一些人認為歌曲只是表達不晚於2035年要把高鐵修到台灣的理想，也有些人認為歌曲内容是宣揚兩岸統一。
台灣中評社稱，2035去台湾在綠營引發比藍營更多的報道和討論。
自由時報稱，2035去台湾對台統戰意味濃厚，是「大外宣」。
TVBS認為，歌詞讓人聯想到2035年要攻打台灣的暗示。
三立新聞網稱，歌曲反映2035年是對台統戰的時程，與「中共中央台辦稱將對台獨頑固份子追究刑責」、「解放台灣」等微博tag一同爆火，形成社交平臺的「統一台灣熱潮」。台灣基進新聞部副主任陳子瑜認為這首歌「爛到笑」，乳房外科醫師劉宗瑀則以「北七」兩字表達看法。
網易認為，歌詞反映了民衆對兩岸統一的强烈期盼，「動車」暗喻大陸的速度，陸台的「鏈接」，最後提到的「坐上那動車去北京」指代台灣民衆的回應，前後呼應，展現統一後兩岸人民互動的畫面。
中時新聞網認為，2035去台湾引發更多注意和爭議的主要原因是指出了2035年這一明確的時間點，產生兩岸統一的壓迫感，沒有一定要把勝利的旗幟插到台灣那樣明顯的戰爭氣氛；而相比於坐上高铁去台北，2035去台湾歌詞偏向直白火辣，更像是政治宣傳曲，宣傳效果略遜一籌。
多維新聞指，2035去台湾爆紅并非偶然，與近日大陸社交媒體平臺關於台灣或「武統」話題的火爆有關，2035去台湾以「統一台灣」為背景，在兩岸均引發熱議，顯示出臺海情勢的嚴峻緊張，反映了大陸社會對兩岸統一的決心與信心；而其歌詞鋪陳背後依托的交通網規劃則體現了北京對解決台灣問題的全局性與整體性視野。
联合报“黑白集”评论指，若依歌詞所言二〇三五年乘坐动车抵台，減去工程用時，攻台就在几年之内，稱2035去台湾是表面深情款款的恐怖情歌，「敲碎一地玻璃」。
香港《南华早报》发表的评论文章则将我的1997和2035去台湾联系起来，强调前者在当时有很多人都产生了1997年香港回归中国的政治联想，并把香港形容为精彩的“花花世界”。而《2035去台湾》也反映中国大陆人渴望到台湾欣赏壮丽风景的心情写照。
澎湃新闻表示因佩洛西訪台，2035去台湾被重新傳唱
中国国家铁路集团官方微信公眾号“中国铁路”指大陸離台灣最近的福平鐵路在建設接近七年後已於2020年12月26日開通運營。
黃安在社交平台稱2035去台湾是「爛歌」，「抄襲」歌曲坐著火車去拉薩。